# Pains
Pains é um município brasileiro do estado de Minas Gerais que tem como base de sua economia a extração de calcário. Sua população recenseada em 2022 era de 8 142 habitantes.

## História
A formação desse município data do século XVIII, por meio de expedições de bandeirantes que passavam na região para enfim chegar na província de Goiás, atravessando a chamada “Picada de Goiás” ou “Caminho de Goiás”. Em 1764, o governador da época, Luiz Diogo Lobo da Silva, viajou pelo oeste mineiro para analisar os limites entre Minas Gerais, São Paulo e Goiás. Ao retornar para Vila Rica, atual Ouro Preto, o governador encarregou o coronel Ignácio Corrêa Pamplona para formar uma equipe para colonizar a região.
No ano de 1769, Pamplona liderou uma expedição ao sertão do Oeste de Minas, que dizimou populações quilombolas e ameríndias que viviam na região. Ao longo das passagens, Pamplona extraiu um total de oito sesmarias para si mesmo e sua família, todas de três léguas em quadra. Dessas, duas foram atribuídas a si, e uma delas abrange a chamada Serra do Desempenhado, onde está atualmente o município de Pains, formando uma sociedade que teria como objetivo o cultivo das terras e a criação de gado e cavalo.
Foram assinadas mais vinte cartas de sesmarias envolvendo a região, entre os sesmeiros haviam parentes de Ignácio Corrêa Pamplona, seu filho Pe. Inácio Pamplona Corte Real e João José Corrêa Pamplona, doador do patrimônio de Porto Real do São Francisco, atual Iguatama. Outros sesmeiros eram pertencentes a família Paim Pamplona, desse sobrenome surgiu o topônimo do município, pois era hábito das pessoas dizerem a expressão “vou aos Pains”, referindo-se aos moradores das matas do Rio São Francisco.
Segundo o jornal local “Folha de Pains”, de acordo com os residentes mais antigos, teriam vindo para a cidade povoadores antes dos Paim Pamplona. Os primeiros povoadores teriam vindo de São João Del Rei, eram considerados criminosos políticos por discordarem da Cora Portuguesa e serem adeptos de Tiradentes. Esses fugitivos da justiça estavam a caminho da Picada de Goiás, quando resolveram se fixar na atual Pains, usando as grutas calcárias como refúgio. 
Na primeira metade do século XIX, o capitão Manoel Gonçalves de Melo residia na Fazenda Cachoeira, em Pains, com sua esposa D. Rita Cândida de Melo e seus doze filhos. De acordo com o livro “Traços biográficos do padre José Venâncio de Melo”, de 1969, escrito por A. Almeida Lustosa, em 1854, distante a uma légua da fazenda, o capitão mandou construir uma Igreja em honra à Nossa Senhora do Carmo, atual Igreja Nossa Senhora do Rosário. Sete anos depois da construção da Igreja, Gonçalves de Melo, juntamente com seu confrontante Manoel Antônio de Araújo, doaram doze hectares de terra ao redor da Igreja para ser a sede da colônia.
O capitão construiu também, em um espaço defronte à Igreja, uma casa para cada um de seus filhos, formando o Largo da Matriz. Por ocasião do sétimo aniversário de morte do Capitão Manoel Gonçalves de Melo, em dezessete de dezembro de 1881, o Pe. Mestre Joaquim da Silva Pereira pronunciou as seguintes palavras “Pahyns, Pahyns, que serias tu, se este varão não tivesse a religiosa e patriótica ideia de edificar aqui, um santuário ao Senhor?”, tal capitão é considerado o fundador do arraial de Pains.

## Turismo
O município faz parte do circuito turístico Grutas e Mar de Minas.